# Fès-Boulemane
Fès-Boulemane era una delle 16 Regioni del Marocco, istituita nel 1997 e soppressa nel 2015.
La regione comprendeva le province e prefetture di:
- Prefettura di Fès
- Provincia di Moulay Yacoub
- Provincia di Sefrou
- Provincia di Boulemane